# 3D Realms
3D Realms Entertainment ApS è un'azienda publisher di videogiochi situata ad Aalborg, in Danimarca.
Fondata nel 1987 da Scott Miller nel 1987 con sede a Garland (Texas) con il nome legale Apogee Software, Ltd., è divenuta famosa per aver reso popolare il sistema di distribuzione shareware e per aver creato la serie Duke Nukem, oltre che avere pubblicato giochi come Commander Keen e Wolfenstein 3D.
Il nome 3D Realms è stato inizialmente creato nel 1994 come etichetta riguardante i soli titoli a 3 dimensioni; in seguito, quando la grafica 3D divenne lo standard dell'industria, Apogee decise di abbandonare la grafica a due dimensioni, non pubblicando più giochi con quel nome dal tardo 1996.

## Storia
Apogee iniziò il suo ciclo il 26 novembre 1987, quando Scott Miller pubblicò il gioco Kingdom of Kroz. Sviluppato in Turbo Pascal, il gioco utilizzava esclusivamente il set di caratteri ASCII esteso degli IBM PC: nonostante il modesto livello tecnico fu un buon successo, che spinse Miller a fondare in modo definitivo (aveva già in passato utilizzato il nome Apogee) la compagnia.
Nel 1991 George Broussard, amico di lungo corso di Miller, si unì alla compagnia come co-proprietario, diventando project leader e portando con sé diversi giochi che erano stati messi in commercio in precedenza sotto il nome Micro F/X. Miller e Broussard sono stati i proprietari della compagnia, fino alla sua chiusura.

### Il modello Apogee
Apogee ha creato un peculiare sistema di distribuzione dei loro prodotti, bastato sulla filosofia shareware. Inizialmente, i giochi erano distribuiti integralmente, e stava all'onestà dell'utilizzatore pagare il prodotto nel caso lo avesse gradito. Questo sistema era stato però rapidamente accantonato, dati gli scarsi introiti che produceva. Così, a partire da Kingdom of Kroz, tutti i giochi furono suddivisi in tre o più episodi; il primo di questi era completamente gratuito, ottenibile grazie alle BBS o alle riviste con dischi allegati, mentre altri erano disponibili a pagamento, e ricevibili per posta insieme al manuale di gioco. Inizialmente era possibile acquistare gli episodi singolarmente, con sconti per l'acquisto di più episodi in contemporanea; in seguito invece occorreva acquistare la versione completa, detta registrata, che li comprendeva tutti. Registrandosi era inoltre possibile ricevere anche supporto telefonico, codici cheat compresi. Dopo il grande successo commerciale di Apogee, questo modello divenne molto popolare negli anni '90, tanto che venne adottato da case come Capstone Software, Parallax Software, id Software, Activision e Epic Games, e portò alla creazione della Software Creations BBS, che divenne la più grande BBS del Nord America. In seguito Apogee si appoggiò ad altri grandi distributori come GT Interactive per la vendita dei prodotti in modo tradizionale.

### Da Apogee a 3D Realms

Logo originale della Apogee Software

Con l'intento iniziale di creare una divisione per ogni genere prodotto da Apogee, vennero creati due marchi, 3D Realms e Pinball Wizards. Invece di pubblicare ogni gioco sotto il nome Apogee come in passato, l'obiettivo era di creare una serie diversa per ogni tipo di gioco, rendendoli in questo modo più identificabili. 3D Realms venne creata nel giugno del 1994 per pubblicare il gioco in tre dimensioni Terminal Velocity, mentre il nome Pinball Wizards era stato creato per la pubblicazione del gioco Balls of Steel nel 1998 ma è caduto in disuso dopo quell'occasione.
Tuttavia, molti dei generi prodotti da Apogee fino ad allora (in particolare platform e sparatutto a scorrimento), stavano lentamente scomparendo intorno alla metà degli anni novanta, rendendo questa strategia non necessaria; in più, a causa dell'incremento dei tempi necessari allo sviluppo di un videogioco, i pubblicatori non mettevano più in commercio i titoli allo stesso passo di prima.
L'ultimo gioco ad essere prodotto sotto il nome Apogee fu Stargunner nel 1996. Dal 1998, tutti i giochi della compagnia usano motori grafici in tre dimensioni (anche se il gameplay è in due dimensioni, come in Duke Nukem: Manhattan Project), e come risultato 3D Realms ha effettivamente preso il posto di Apogee come nome e marchio sotto cui pubblicare i prodotti. Inoltre, alla fine degli anni '90, Apogee decise che il loro nome originale era stato associato a giochi di vecchio tipo e fuori corso, procedendo all'adozione del nome 3D Realms sotto cui pubblicare i giochi futuri. Sempre nel 1998, insieme ad altre aziende come Epic Games e Ritual Entertainment, fu creata Gathering of Developers, etichetta ideata per migliorare i rapporti fra sviluppatori indipendenti ed editori, a sua volta acquistata nel 2000 da Take Two Interactive, che ora è l'effettivo marchio con il quale i giochi vengono distribuiti.
L'ultimo videogioco distribuito da 3D Realms è stato Prey, pubblicato l'11 luglio 2006 dopo essere stato annunciato circa 11 anni prima. Nell'estate del 2007 3D Realms aveva annunciato lo sviluppo, insieme a Recoil Games, di un gioco intitolato Earth No More, previsto per la pubblicazione nel 2009 per i principali formati; tuttavia, questo e altri titoli futuri (incluso Prey 2) sono stati trasferiti ad una nuova società chiamata Radar Group, fondata dallo stesso Scott Miller. Nel maggio 2009, a causa di mancanza di fondi, l'intero team di sviluppo di Duke Nukem Forever (annunciato nel 1997) è stato licenziato, e i diritti di pubblicazione del gioco sono andati in mano a Take-Two Interactive. Nell'estate 2010 è stato annunciato che il gioco sarà terminato da Gearbox Software e il 10 giugno 2011 è uscito su scala globale, il 14 giugno negli Stati Uniti.

### Ritorno del nome Apogee
Nel luglio 2008 i diritti del nome e del logo Apogee, e dei giochi pubblicati da Apogee negli anni passati, vennero dati in licenza a Terry Nagy, che aprì un'azienda chiamata "Apogee Software, LLC" con lo scopo di pubblicare spin-off dei precedenti giochi che usavano quel marchio.
Il primo prodotto è stato Duke Nukem: Critical Mass per la console portatile Nintendo DS, inizialmente pianificato come il primo episodio di una trilogia intitolata Duke Nukem Trilogy. I restanti episodi, mai sviluppati, si sarebbero intitolati Duke Nukem: Chain Reaction e Duke Nukem: Proving Grounds. Del primo episodio è stata sviluppata anche una versione per PSP, mai uscita in commercio.
Nel 2013 è stato pubblicato il remake di Rise of the Triad.

### Chiusura di 3D Realms
Il 14 maggio 2009, Take-Two, detentrice dei diritti di pubblicazione di Duke Nukem Forever, fece causa per violazione di contratto a 3D Realms, che non aveva ancora completato il gioco.. Il 18 maggio vennero licenziati tutti i dipendenti, e il 3 settembre 2010 Take-Two annunciò che la proprietà intellettuale di Duke Nukem era stata trasferita a Gearbox Software, ponendo fine al coinvolgimento di 3D Realms con il gioco dopo 13 anni di sviluppo.

### Acquisizione da SDN Invest
Nel 2014, SDN Invest acquisì 3D Realms, e da allora l'azienda fu gestita dal CEO Mike Nielsen e dal VP Frederik Schreiber, con 7 dipendenti e altri contraenti.

### Separazione di Apogee da 3D Realms
Nel 2020, Scott Miller fu contattato nuovamente da Terry Nagy, insieme a cui riacquisì da 3D Realms i diritti del nome Apogee, fondando l'azienda Apogee Entertainment per concentrarsi sulla pubblicazione di giochi creati da sviluppatori indipendenti.. Nel 2022, Scott Miller dichiarò di non avere più relazioni con 3D Realms, e siccome lui non ne faceva più parte, l'azienda non aveva più alcun collegamento con il passato, se non nel nome.

### Ulteriori acquisizioni
Nell'agosto 2021, Embracer Group annunciò di aver acquisito 3D Realms attraverso l'azienda sussidiaria Saber Interactive, che ne sarebbe stata a capo.
Nel marzo 2024, Saber Interactive venne venduta a Beacon Interactive, una nuova azienda di uno dei co-fondatori di Saber Interactive, Matthew Karch. La vendita comprende molti degli studi posseduti da Saber Interactive, inclusa 3D Realms.

## Videogiochi sviluppati o pubblicati
- 1986 - Puzzle Fun-Pak (Apogee)
- 1986 - Adventure Fun-Pak  (Apogee)
- 1986 - Beyond the Titanic (Apogee)
- 1987 - Supernova (Apogee)
- 1987 - The Kroz Trilogy (Apogee)
- 1988 - Word Whiz (Apogee)
- 1988 - Trivia Whiz (Micro F/X Software)
- 1988 - Trek Trivia (Apogee)
- 1988 - Star Trek: The Next Generation Trivia (Micro F/X Software)
- 1989 - The Thor Trilogy (Scenario Software)
- 1990 - The Lost Adventures of Kroz (Apogee)
- 1990 - Monuments of Mars (Scenario Software)
- 1990 - The Super Kroz Trilogy (Apogee)
- 1990 - Pharaoh's Tomb (Micro F/X Software)
- 1990 - Commander Keen: Invasion of the Vorticons (id Software)
- 1991 - Dark Ages (Scenario Software)
- 1991 - Jumpman Lives! (Shamusoft Designs)
- 1991 - Duke Nukem (Apogee)
- 1991 - Paganitzu (Trilobyte)
- 1991 - Arctic Adventure (Micro F/X Software)
- 1991 - Crystal Caves (Apogee)
- 1991 - Commander Keen: Goodbye Galaxy! (id Software)
- 1992 - Secret Agent (Apogee)
- 1992 - Cosmo's Cosmic Adventure (Apogee)
- 1992 - Word Rescue (Redwood Games)
- 1992 - Wolfenstein 3D (id Software)
- 1992 - Math Rescue (Redwood Games)
- 1993 - ScubaVenture: The Search for Pirate's Treasure (sviluppato da Apogee, pubblicato da Softdisk[11])
- 1993 - Major Stryker (Apogee)
- 1993 - Monster Bash (Apogee)
- 1993 - Bio Menace (Apogee)
- 1993 - Alien Carnage/Halloween Harry (SubZero Software)
- 1993 - Duke Nukem II (Apogee)
- 1993 - Blake Stone: Aliens of Gold (JAM Productions)
- 1994 - Raptor: Call of the Shadows (Cygnus Studios)
- 1994 - Hocus Pocus (Moonlite Software)
- 1994 - Mystic Towers (Animation F/X)
- 1994 - Wacky Wheels (Beavis Soft)
- 1994 - Blake Stone: Planet Strike (JAM Productions)
- 1994 - Boppin' (Accursed Toys)
- 1994 - Rise of the Triad (Apogee)
- 1995 - Terminal Velocity (Terminal Reality)
- 1995 - Realms of Chaos (Apogee)
- 1995 - Xenophage: Alien Bloodsport (Argo Games)
- 1996 - Duke Nukem 3D (3D Realms)
- 1996 - Death Rally (Remedy Entertainment)
- 1996 - Stargunner (Apogee)
- 1997 - Shadow Warrior (3D Realms)
- 1997 - Balls of Steel (Wildfire Studios)
- 2001 - Max Payne (Remedy Entertainment)
- 2003 - Max Payne 2: The Fall of Max Payne (Remedy Entertainment)
- 2004 - Duke Nukem Mobile (Machine Works Northwest/Tapwave)
- 2005 - Duke Nukem Mobile II: Bikini Project (Machine Works Northwest)
- 2006 - Prey (Human Head Studios)
- 2011 - Duke Nukem Forever (terminato da Gearbox Software e pubblicato dalla 2K Games.)
- 2016 - Bombshell (Interceptor Entertainment)
- 2016 - Rad Rodgers: World One (Interceptor Entertainment)
- 2018 - Graveball (Goin' Yumbo Games)
- 2018 - ZIQ (Midnight Sea Studios)
- 2019 - Ion Fury (Voidpoint)
- 2020 - Ghostrunner
- 2023 - Kingpin: Reloaded
- 2024 - Graven
- 2024 - Wrath: Aeon of Ruin (Killpixel)
- 2024 - Ripout
- 2024 - Phantom Fury

### Titoli sviluppati da terzi su licenza 3D Realms
- 1998 - Duke Nukem: Time to Kill (n-Space/GT Interactive Software
- 1999 - Duke Nukem: Zero Hour (Eurocom/GT Interactive Software)
- 2000 - Duke Nukem: Land of the Babes (n-Space/Infogrames)
- 2003 - Duke Nukem: Manhattan Project (Sunstorm Interactive/ARUSH Entertainment)
- 2003 - Duke Nukem Advance (Torus Games/Take-Two Interactive)
- 2009 - Prey Invasion (Frontline Studios/Deep Silver)
- 2011 - Duke Nukem: Critical Mass (Frontline Studios/Deep Silver)
- 2013 - Shadow Warrior (Flying Wild Hog/Devolver Digital)
- 2016 - Wacky Wheels HD (Ferocity 2D)

### Titoli annullati o ceduti
- The Underground Empire of Kroz
- Dino Days
- Gateworld (ceduto a HomeBrew Software)
- Commander Keen: The Universe Is Toast
- Fantasy 3D
- Cybertank 3D
- Tubes (ceduto a Software Creations)
- BoulderDash 5000
- Nuclear Nightmare
- Angels Five
- The Second Sword
- Wards of Wandaal
- Megaloman
- Tom, Dick, and Harry
- Violent Vengeance (ceduto a Panda Entertainment e uscito come Sango Fighter)
- Descent (ceduto a Interplay)
- Monster Bash VGA
- Crazy Baby (pubblicato in seguito da New Generation Software come Clif Danger)
- Fumes
- Crystal Carnage
- Ruins: Return of the Gods (ceduto a Playmates Interactive e pubblicato come Exhumed (Powerslave negli USA)
- Ravager (ceduto a Inner Circle Creations e pubblicato come Alien Rampage)
- Cyberpunk Kid (ceduto a Reality Studios e uscito come Cyril Cyberpunk)
- Duke Nukem 4Ever (doveva essere un gioco a piattaforme; il titolo è stato in seguito utilizzato per il quarto episodio della serie)
- Blood (ceduto a Monolith)
- Descent: FreeSpace - The Great War (ceduto a Interplay)
- Duke Nukem: Endangered Species Hunter - uscito in seguito come Vivisector)
- Duke Nukem: D-Day
- Earth No More
- Prey 2 (annullato, nel 2017 Bethesda Softworks ha pubblicato un reboot del titolo del 2006)